# Арии (фамилия)
Вижте пояснителната страница за други значения на Ария.
Ариите (gens Arria) са плебейски род от Древен Рим.
Известни от фамилията:
- Квинт Арий, претор 72 пр.н.е. по времето на третата война на робите (Въстание на Спартак).[2]
- Квинт Арий Q. f., приятел на Цицерон - Заговор на Катилина; кандидат за консул през 59 пр.н.е. [3]
- Гай Арий, познат на Цицерон през 59 пр.н.е.[4]
- Марк Арий Q. f. Секундус, triumvir monetalis 41 пр.н.е.[5]
- Арий Вар, преториански префект 69 г.
- Ария, платонизъм- философ.[6]
- Арий Апер, преториански префект и тъст на император Нумериан.
- Гней Арий Антонин, суфектконсул 69 и 97 г., дядо на император Антонин Пий
- Ария Фадила, дъщеря на Гней Арий Антонин, майка на император Антонин Пий
- Ария Антонина (* 70 г.), дъщеря на Гней Арий Антонин, майка на Луций Цезений Антонин (суфектконсул 128 г.).
- Ария Цезения Павлина (120-161 г.), дъщеря на Луций Цезений Антонин, съпруга на Марк Ноний Макрин, майка на Марк Ноний Арий Муциан Манлий Карбон (вероятно суфектконсул по времето на Комод).
- Ария Старша, съпруга на Цецина Пет.[7][8][9][10]
- Ария Младша, дъщеря на Цецина Пет и съпруга на Публий Клодий Тразеа Пет, 67 г.[11]
- Ария Гала, съпруга на Домиций Сил.[12]